# Phare de l'île Fairway
Le phare de l'île Fairway est un phare situé sur l'entrée est du détroit Peril dans l'Alaska du Sud-Est. Il se trouve sur une petite île entre la pointe sud-est de l'île Chichagof et le nord de l'île Catherine dans le borough de Sitka.
Il a été construit en 1904 et remplacé depuis par un autre système.

## Sources
- (en) USCG

- (en) Cet article est partiellement ou en totalité issu de l’article de Wikipédia en anglais intitulé « Fairway Island Light » (voir la liste des auteurs).